# Buenavista (Cuba)
La badia de Bona Vista és un espai natural protegit situat a Cuba. El 2000 fou declarat Reserva de la biosfera per la UNESCO, i el 2002 s'afegí al conveni de Ramsar.

## Situació
La badia de Bona Vista de Cuba es troba a la costa de l'oceà Atlàntic, al nord de les províncies de Sancti Spíritus, Villa Clara i Ciego de Ávila, entre l'illa gran i l'arxipèlag de Sabana-Camagüey, a la costa nord.
Hi ha molts illots que defineixen els límits septentrionals de la badia: Cayo Francés, Cayo Fragoso i Cayo Santa María de l'arxipèlag de Sabana-Camagüey, i més enllà, la badia obre al canal de San Nicolás al nord-oest i el canal Vell de Bahames al nord-est.
La zona del sud s'enclava en les municipalitats de Caibarién, Yaguajay, Chambas i Morón, així com a la badia de Perros. A l'est es troba Cayo Coco i Cayo Guillermo de l'arxipèlag Jardines del Rey, on el turisme va en ascens, amb molts hotels que disposen de centres de busseig fins a la badia de Jiguey.

## Conservació
El Parc Nacional de Caguanes n'és a la riba del sud. La mateixa badia és una reserva de la Biosfera i un lloc Ramsar des del 2000. L'àrea de la badia estrictament protegida és de 3.135 km², dels quals 2.245 són marins. N'hi ha altres reserves ecològiques a Cayo Francés, Cayo Santa María, Cayo Guillermo i Cayo Coco, mentre que hi ha una reserva de fauna a Cayo Las Loras. Hi ha també perllongacions d'àrees protegides extenses com Jobo Rosado i Boquerones a l'illa més gran.
Els illots contenen més de 20 espècies endèmiques; entre les aus podem trobar gavines, garses i l'aratinga de Cuba. Rèptils com les iguanes hi són molt comuns.